# Ravine Gaschet
La ravine Gaschet est un cours d'eau de Grande-Terre en Guadeloupe se jetant dans la mer des Caraïbes.

## Géographie
Longue de 19,3 km, la ravine Gaschet prend officiellement sa source à environ 60 mètres d'altitude sur le territoire du Moule (au niveau d'une mare au lieu-dit Sainte-Marguerite), puis s'écoule vers le nord-ouest sur celui de Petit-Canal et, après le lac de Gaschet – lac de retenue artificiel créé en 1990 sur une dépression de son cours pour alimenter l'île de Grande-Terre, traditionnellement en déficit d'eau –, marque la limite territoriale des communes de Port-Louis et de Petit-Canal. Cependant, après le lieu-dit de Duval, à Petit-Canal, son cours fixe comme son débit sont largement aléatoires, dépendant des précipitations alimentant les canaux d'irrigation, qui constituent alors réellement la ravine, dans les champs de canne à sucre.
La ravine est alimentée par les eaux de la ravine Pelletan. Son embouchure se trouve dans une zone de mangrove du Grand Cul-de-sac marin de la mer des Caraïbes, au lieu-dit de Beautiran (situé un peu plus au sud que Gaschet qui a donné son nom au cours d'eau).